# Kristi Lekamens kyrka
Kristi Lekamens kyrka är en kyrkobyggnad i Gotlands kommun. Kyrkan tillhör Kristi Lekamens katolska församling och är en del av Romersk-katolska kyrkan. Kyrkan är den första katolska kyrkan som byggdes på Gotland sedan medeltiden.

## Historik
Innan den nuvarande kyrkan byggdes firade församlingen gudstjänst i ett litet kapell på Kilgränd i södra delen av innerstaden. Korset på kyrkans fasad kommer från kapellet. Den nuvarande kyrkan invigdes 18 december 1982 av biskopen Hubertus Brandenburg. Den ritades av Per Erik Nilsson. Kyrkan kom senare att byggas ut. Utbyggnaden invigdes 22 december 2001 av biskopen Anders Arborelius. 2017 renoverades kyrkan.

## Inventarier
Kyrkan har konstverk av Eugenijus Budrys.

### Orgel
1982 byggde Grönlunds Orgelbyggeri AB, Gammelstaden en mekanisk orgel.
| Manual       |
| Gedackt 8'   |
| Rörflöjt 4'  |
| Principal 2' |